# Szászlekence község
Szászlekence község (románul: Comuna Lechința) község Beszterce-Naszód megyében, Romániában. Központja Szászlekence, beosztott falvai Cegőtelke, Kerlés, Szászbongárd, Szászszentgyörgy, Szászszentjakab, Vermes.

## Népessége
A 2011-es népszámlálás adatai alapján a község népessége 5678 fő volt.